# Gabriele Rangone
Gabriele Rangone (Chiari, 1410 - Roma, 27 de setembro de 1486) foi um cardeal do século XV.

## Primeiros anos
Nasceu em Chiari em 1410. De uma família de origens modestas. Filho de Martino Rangone. Mudou-se com os pais para Verona (2) . Seu sobrenome também está listado como Rangone da Verona; da Verona apenas; e Rangoni. Ele foi chamado de Cardeal de Eger.

## Educação
Ingressou nas Ordens dos Frades Menores Observantes (Franciscanos) em 1447 no convento de S. Maria di Arcarrota, na província de Veneza.

## Sacerdócio
Ordenado (nenhuma informação adicional encontrada). Entre 1451 e 1479, foi um pregador ativo na Áustria, Boêmia e Polônia; foi colaborador de Giovanni Capistrano, futuro santo, antes de 1456. Vigário da província austríaca de sua ordem. Inquisidor na Boêmia contra os hussitas em 1460. Conselheiro do rei Matias Corvino da Hungria. Encarregado pelo Papa Paulo II, por volta de 1470, de reconciliar os reis da Hungria e da Polónia relativamente ao reino da Boémia.

## Episcopado
Eleito bispo da Transilvânia (3) , 16 de dezembro de 1472. Consagrado (nenhuma informação encontrada). Postulado na sé de Eger em 1474; transferido para aquela sé em 24 de abril de 1475; ocupou-o até sua morte. Foi promovido ao cardinalato a pedido do rei da Hungria, que o solicitava desde 1475.

## Cardinalato
Criado cardeal sacerdote no consistório de 10 de dezembro de 1477; publicado em 12 de dezembro de 1477 com o título de Ss. Sérgio e Bacco. Chegou a Roma vindo da Hungria em 6 de dezembro de 1479 e foi recebido em consistório público pelo papa, que impôs o barrete vermelho no dia seguinte. Abade comendador do mosteiro cisterciense de Ourscamps, diocese de Noyon, até sua morte. Nomeado legado em Nápoles em 18 de agosto de 1480, para promover a guerra contra os turcos; chegou a Nápoles em 23 de agosto; em Otranto, os exércitos cristãos combatiam as forças invasoras turcas; retornou a Roma em outubro de 1481. Participou do conclave de 1484 , que elegeu o Papa Inocêncio VIII. Ele foi o primeiro cardeal franciscano observante.
Morreu em Roma em  27 de setembro de 1486. Sepultado na capela de S. Boavenura, por ele fundada, na igreja franciscana de S. Maria in Aracoeli, Roma